# Santa Maria Antica

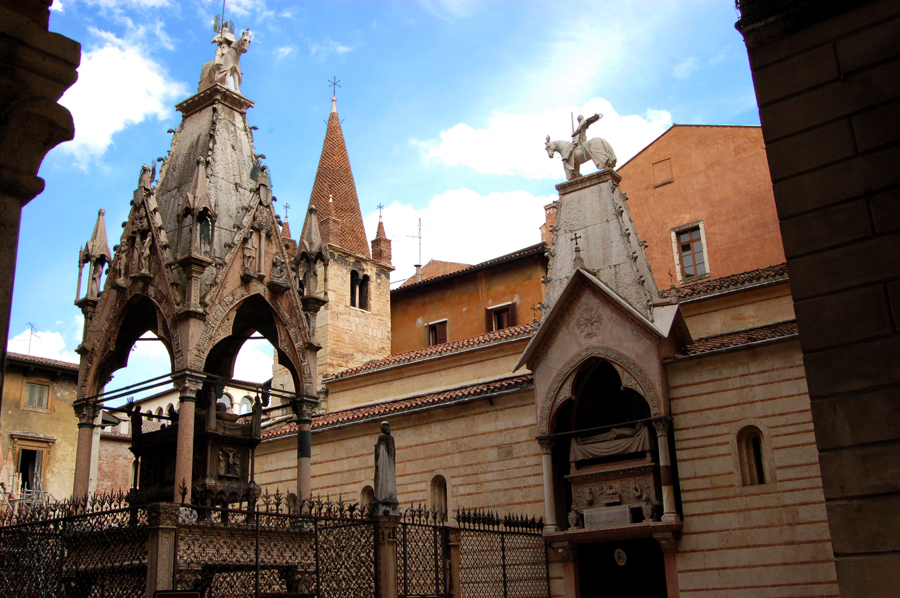
Santa Maria Antica mit den Scaliger-Grabmälern von Cangrande I. (rechts) und Mastino II. (links)

Santa Maria Antica ist eine römisch-katholische Rektoratskirche in der oberitalienischen Stadt Verona in Venetien. Während der Signoria der Scaliger im 13. und 14. Jahrhundert diente sie letzteren als Hofkirche, während im angrenzenden Friedhof die Scaliger-Grabmäler errichtet wurden.

## Geschichte
Die Kirche Santa Maria Antica wurde 1185 vom Patriarchen von Aquileia Gotifredo eingeweiht. Sie entstand an der Stelle eines älteren Gotteshauses, dessen Ursprünge je nach Autor bis in das 7. Jahrhundert zurückreichen und von dem nur spärlichen Spuren erhalten sind. Darunter Teile eines Mosaiks, das sich etwa 50 cm unter dem Fußboden der linken Seitenapsis befindet sowie Teile des Ziboriums, das in Teilen in einer Hausfassade in der nahen Via Arche Scaligere eingemauert ist und zum anderen im linken Seitenschiff der Kirche aufbewahrt ist.
Das erste, während der Langobardenherrschaft entstandene Gotteshaus, das nach einigen Autoren nach Plänen des Architekten Erzdiakons Pacifico entstanden sein soll und der Jungfrau Maria geweiht war, gehörte zu einem angeschlossenen kleinen von Benediktinerinnen bewohnten Kloster, das der östlich der Etsch gelegenen Benediktinerabtei S. Maria in Organo unterstand. Das Kloster war 744 von den zwei deutschstämmigen Schwestern Auctonda und Natalia gegründet worden. 929 bestätigte Papst Johannes X. die Zugehörigkeit zu S. Maria in Organo und 995 hielt der Patriarch von Aquileia ein Sendgericht in Santa Maria Antica ab. 1024 wurde das Kloster aufgelöst und das Gotteshaus als Kollegiatstift von Klerikern der Abtei übernommen.
Beim schweren Erdbeben von Verona 1117 wurde das Gebäude so schwer beschädigt, dass es neu aufgebaut werden musste. Für den Neubau wurden auch Steine des bei dem Erdbeben eingestürzten äußeren Ringes der Arena von Verona in der Sakristei verbaut. Mit dem erweiterten Neubau wurde das Gotteshaus zur Pfarrkirche erhoben, was ab 1323 dokumentiert ist. Dabei könnten bereits die Scaliger ihre Hände im Spiel gehabt haben, die in unmittelbarer Nähe residierten und mit Guido della Scala, dem jüngeren Bruder von Mastino I., einen wichtigen klerikalen Vertreter besaßen, der um 1269 Bischof von Verona wurde. Mit dem Neubau wurde auch der Außenbereich neu gestaltet und der ursprünglich südwestlich im heutigen Hof des ehemaligen Gerichtsgebäudes gelegene Friedhof an die nördliche Seite verlegt.
Ab der zweiten Hälfte des 13. Jahrhunderts diente die Kirche den Scaligern als Hofkirche, wobei den Della Scala das Wahlrecht für einen der beiden Kaplane zufiel. Nach dem Tod von Cangrande I. 1329 verwandelte sein Nachfolger Mastino II. den Familienfriedhof vor der Kirche in eine monumentale Grablege. Das Grabmal Cangrandes I. wurde dabei über dem Seiteneingang der Kirche errichtet und die Fassade dabei so umgestaltet, dass das Grab sowohl von Außen als auch von Innen zu sehen ist.
Die Aufmerksamkeit, die die Kirche unter den Scaligern genoss, mag sie womöglich vor größeren baulichen Veränderungen verschont haben. Der größte bauliche Eingriff erfolgte in der ersten Hälfte des 17. Jahrhunderts, als der Innenbereich barockisiert wurde. Bei der Restaurierung der Kirche 1897 wurde die Barockisierung wieder rückgängig gemacht. Zwischen 1997 und 2006 wurden die Innenräume sowie der Glockenturm restauriert.

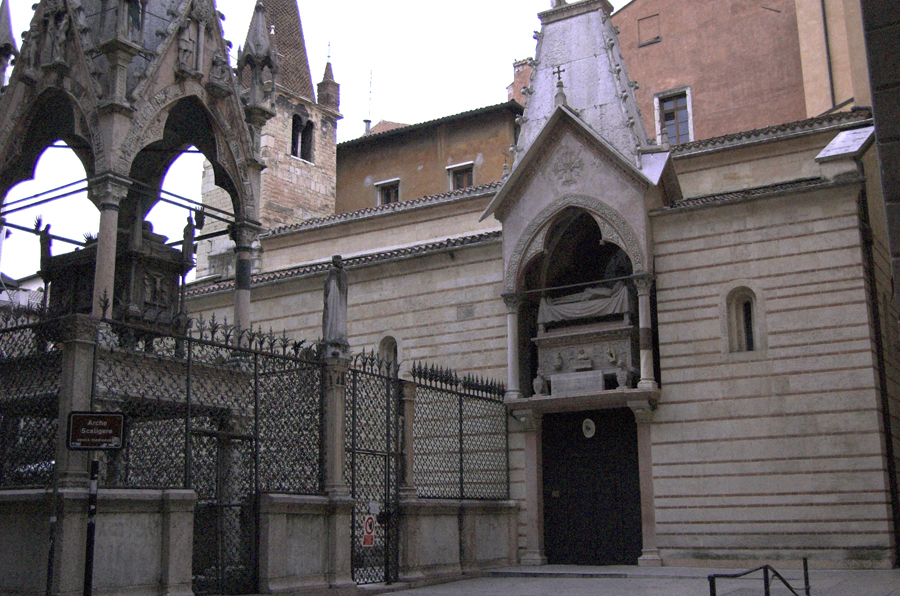
Westlicher Seiteneingang
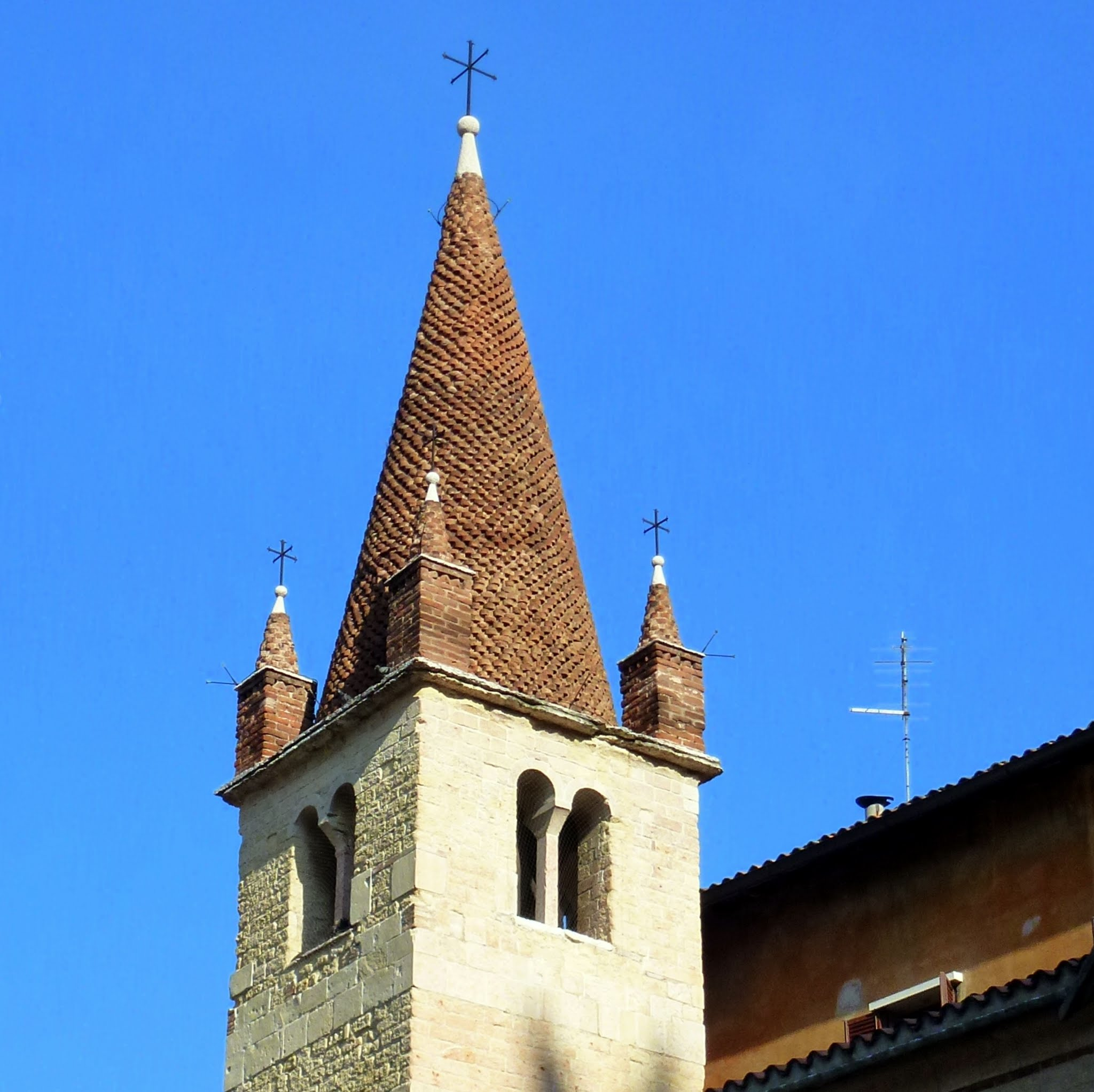
Chor- und Glockenturm
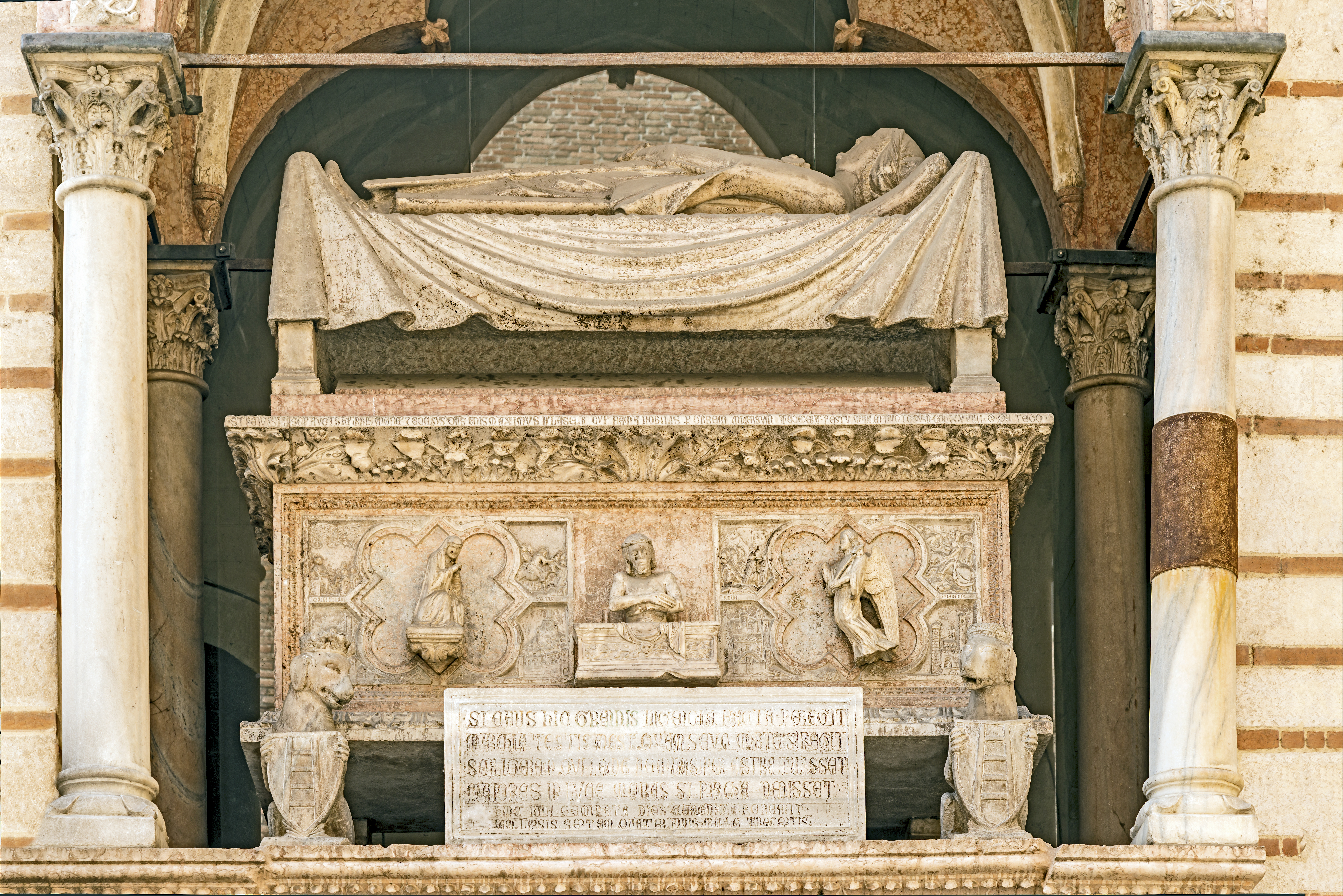
Sarkophag Cangrandes I. über dem Seiteneingang
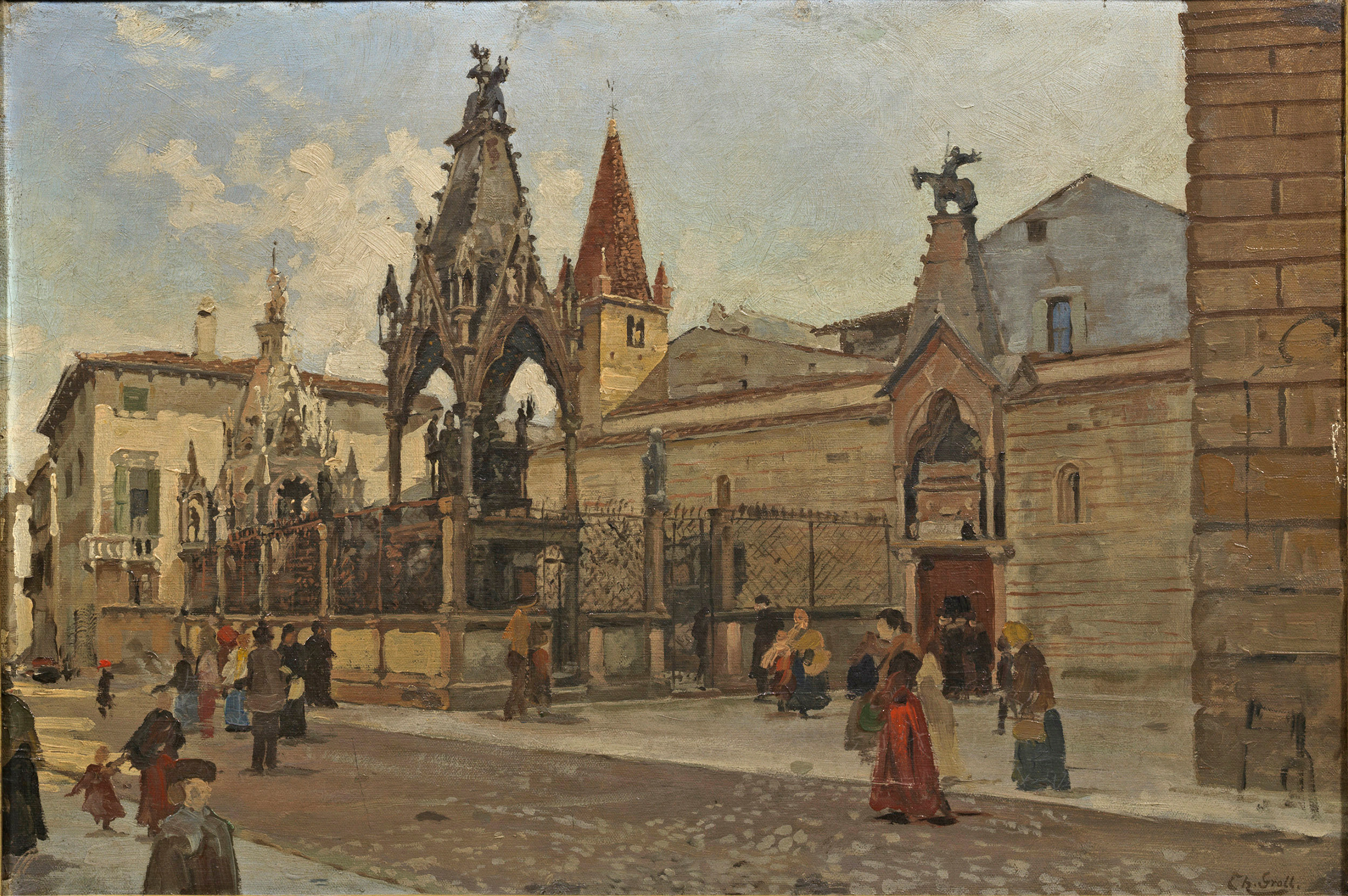
Santa Maria Antica und die Scaliger-Grabmäler in einem Gemälde von Theodor Groll

## Architektur
Die im romanischen Stil erbaute Kirche befindet sich in der Altstadt von Verona unmittelbar neben der Piazza dei Signori, über Jahrhunderte das politische und administrative Zentrum der Stadt. Im Laufe der Jahrhunderte wurde sie so von anderen Bauten umschlossen, dass nur noch die Fassade an den Scaliger-Grabmälern vollständig frei liegt. Die Fassade ist im klassischen Stil der Veroneser Romanik in abwechselnd roten Mauerziegeln und weißem Tuff errichtet. Santa Maria Antica stellt vermutlich das erste in diesem Stil errichtete Bauwerk in Verona dar.
Der dreischiffige als Pseudobasilika errichtete dreiapsidiale Bau besitzt einen viereckigen Grundriss mit einem Chorturm, der zugleich als Glockenturm dient, und einem Satteldach. Der Glockenstuhl besitzt auf allen vier Seiten Biforen mit mittig angelegten gekuppelten Säulen. An den Ecken der Dachtraufe des Turms vier Fialen.
Die Seitenfassade ist von vier Monoforien mit Stufengewände unterbrochen, die die Kirche mit spärlichem natürlichen Licht versorgen. Über dem westlichen Seiteingang, der als Haupteingang dient, das in der Mitte des 14. Jahrhunderts errichtete Grabmal des Cangrande I. Beim Bau wurde wesentliche bauliche Veränderungen an der Kirche vorgenommen. So verschwand an der Außenfassade ein hier ursprünglich befindliches Fenster. Im Innenraum wurden Joch und Gewölbe des Seitenschiffes dementsprechend angepasst. Der Sarkophag aus rotem Veroneser Marmor ist mit zahlreichen Reliefs geschmückt, die an heldenhafte Episoden aus dem Leben des Scaligers erinnern, wie die an Eroberung von Belluno, Feltre, Padua und Vicenza erinnern. Gestützt wird der Sarkophag von zwei Hundefiguren die jeweils das Scaliger-Wappen in den Pfoten halten. Der gotische pyramidenförmige Baldachin des Grabmals wird abgeschlossen von dem Reiterstandbild Cangrandes, dessen Original aus Tufstein sich im Castelvecchio befindet und auf dem Cangrande lächelnd dargestellt ist.
Die an der Südseite gelegene Hauptfassade mit dem ursprünglichen Haupteingang grenzt zum Teil direkt an andere Gebäude und ist deshalb nicht mehr in ihrem ursprünglichen Gesamtbild erhalten.

## Innenraum
Das Hauptschiff ist von den Seitenschiffen durch fünf verschiedene Säulenpaare und einer gleichen Anzahl unterschiedlicher Kapitelle getrennt. Am Chor und der Innenwand der Hauptfassade bilden insgesamt vier Pilaster den Abschluss der zwei Säulenreihen. Während das Gewölbe im Hauptschiff aus dem 19. Jahrhundert stammt, ist den Seitenschiffen das originalgetreue Kreuzgewölbe erhalten. Lediglich im Bereich des Eingangs wurde das Kreuzgewölbe beim Bau des Grabes von Cangrande in ein Tonnengewölbe umgewandelt.
Abgeschlossen werden die beiden Seitenschiffe durch zwei Apsiden, die kleiner und niedriger als die zentrale Apsis des Mittelschiffes sind. In der linken Seitenapsis befindet sich ein Altar, der der Heiligen Rita von Cascia geweiht ist. An den Wänden der halbrunden Apsis zahlreiche Exvoto. An Außenwand vor der Apsis über einer zugemauerten Tür, eine rote Marmortafel mit einer lateinischen Inschrift, die an die Weihe der Kirche 1185 erinnert.
In der mittleren Apsis hinter der barocken Balustrade und dem Hauptaltar befinden sich zwei Nischen. In der linken Nische sind Reste von Fresken aus dem 13. Jahrhundert erhalten, die die Verkündigung des Herrn und Mariä Heimsuchung zeigen. Die rechte Nische führt dagegen in die Sakristei. Das Gemälde mit der Darstellung des Herrn über dem Hauptaltar wird Antonio Giarola, auch bekannt als Cavalier Coppa, zugeschrieben und stammt aus dem 18. Jahrhundert.
In der rechten Seitenapsis ein Herz-Jesu-Altar. Auf der Balustrade davor ein Weihwasserbecken aus weißem Marmor mit zwei Markuslöwen. Rechts ein Stuhl aus rotem Marmor mit den Insignien der Scaliger. Neben dem Stuhl über einer seitlich zugemauerten Tür eine kuriose Marmortafel mit einer in einfachem Latein gehaltenen Inschrift. Sie erinnert an die angebliche Weihe des Hauptaltars durch Papst Alexander III. erinnert. Laut der Inschrift sind im Altar zahlreiche außergewöhnlich Altarreliquien aufbewahrt, wie das Blut Jesus Christus, Teile seiner Dornenkrone, Haare der Jungfrau Maria und zahlreicher Heiliger sowie der Drei Könige. Zugleich weist sie auf verschiedene Formen des Ablasses beim Besuch der Kirche und bei großzügigen Geldspenden hin. Mit der falschen Inschrift wurde bewusst mit der Leichtgläubigkeit der Kirchenbesucher gespielt.
Im rechten Seitenschiff befindet sich auch das Baptisterium.

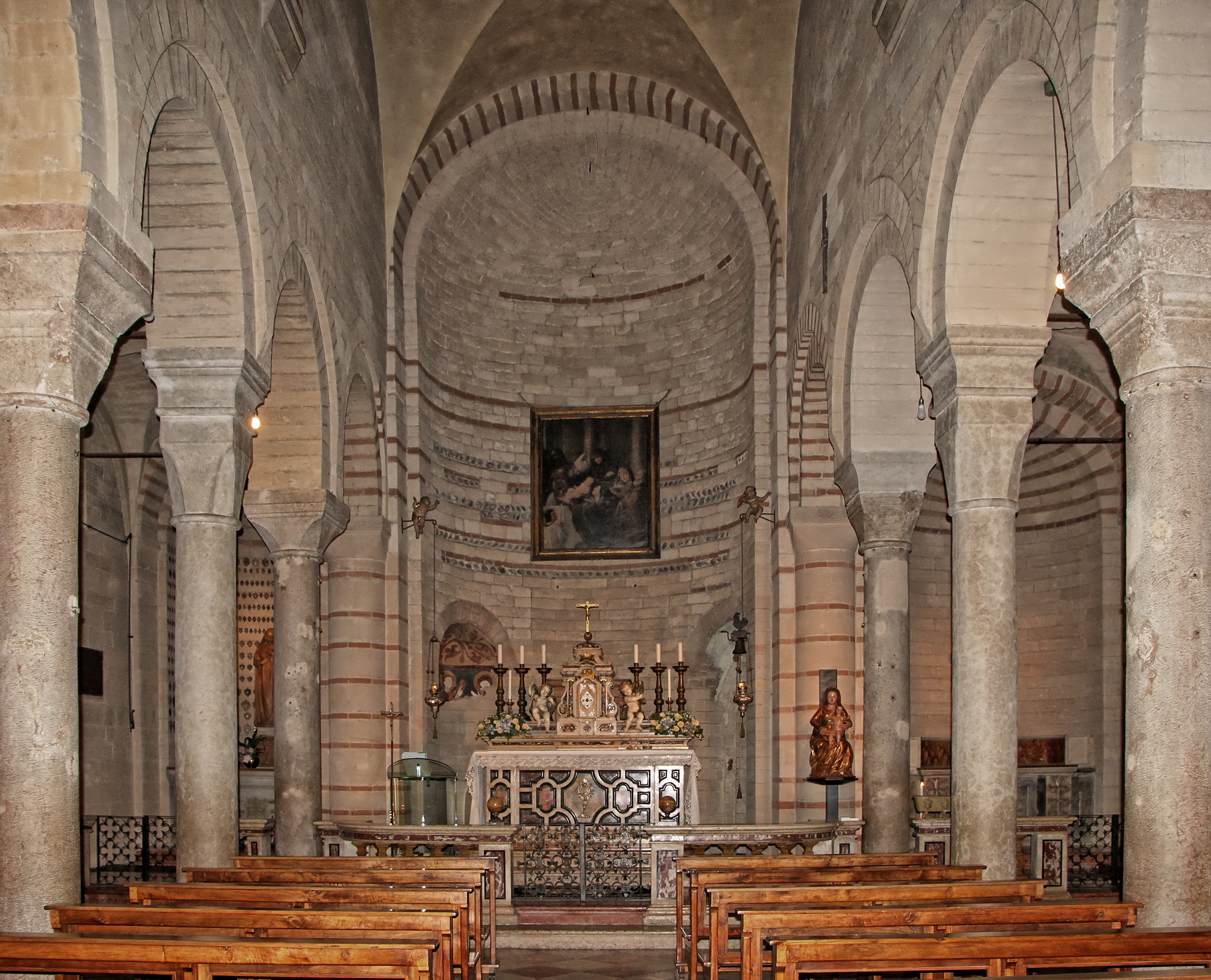
Hauptschiff und Presbyterium
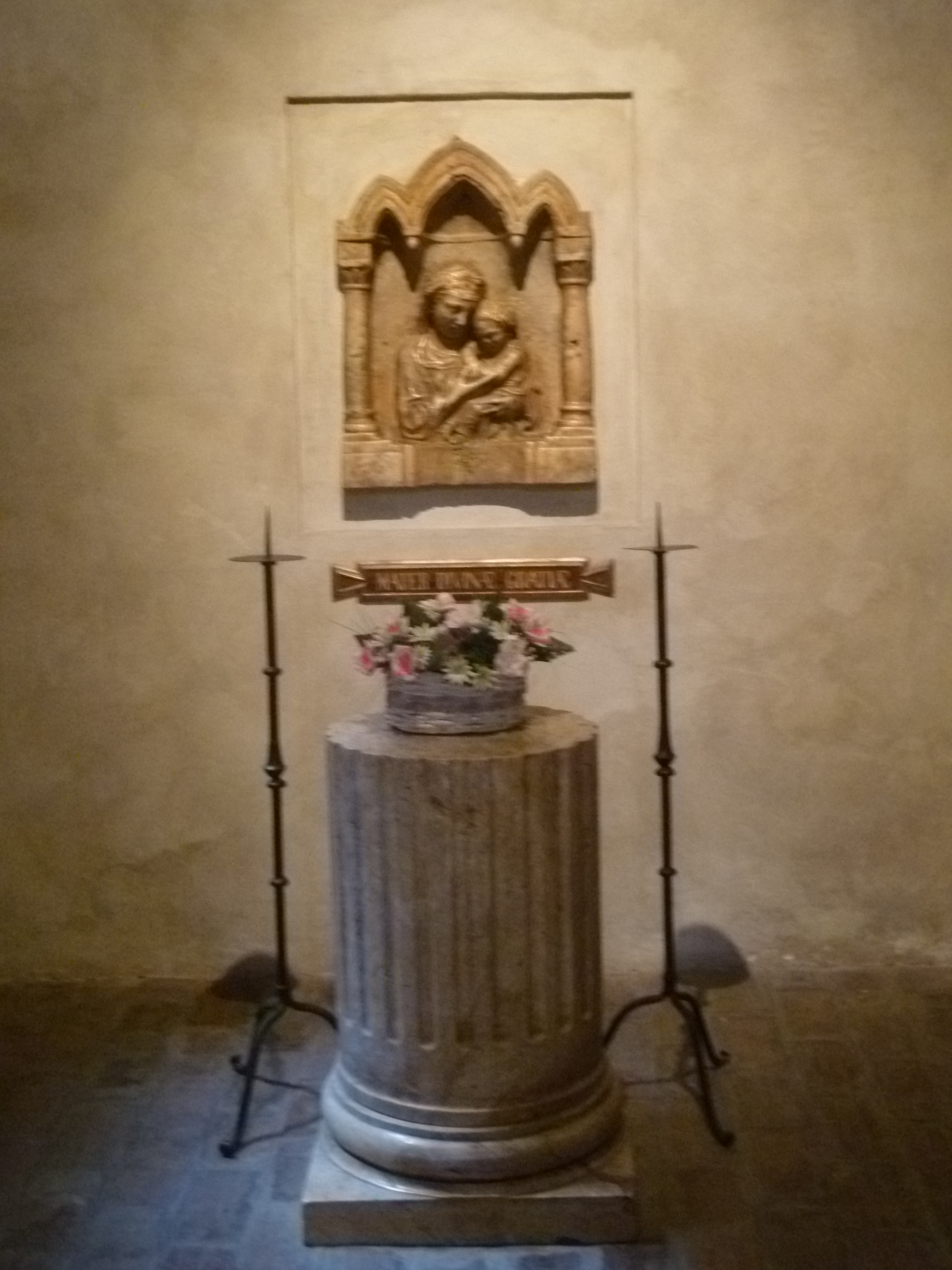
Baptisterium
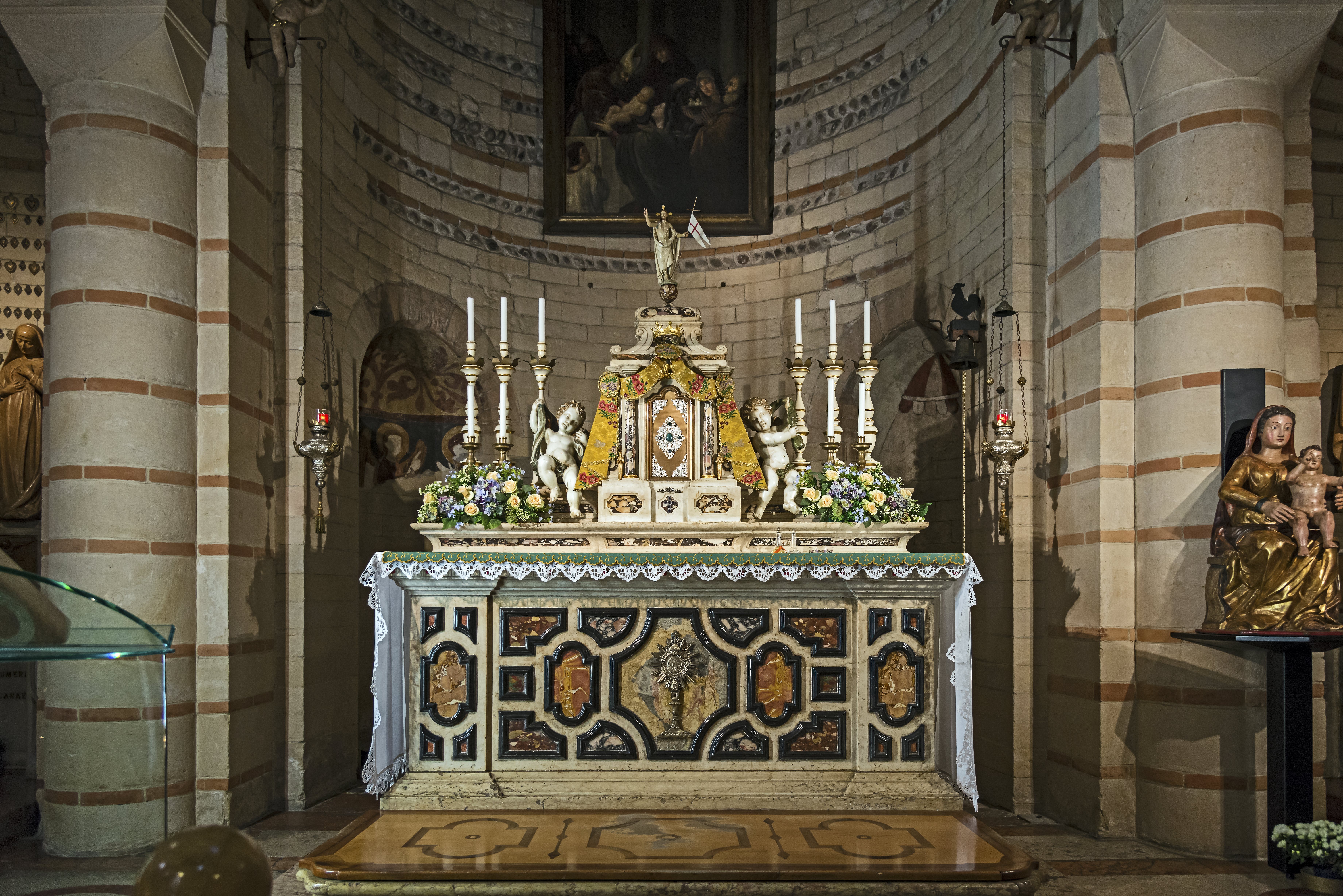
Presbyterium und barocker Marmoraltar